# Tunji Banjo
Tunji Babajide Banjo là một cầu thủ bóng đá người Ireland-Nigeria thi đấu ở vị trí tiền vệ. Banjo thi đấu cho Leyton Orient, có 27 lần ra sân ở Football League từ 1977 đến 1982 trước khi chuyển đến AEL Limassol.